# Bardur, Savanur
Bardur là một làng thuộc tehsil Savanur, huyện Haveri, bang Karnataka, Ấn Độ.